# Puig de la Mir
El Puig de la Mir, de vegades escrit, erròniament, Puig de l'Amí, és una muntanya de 703,2 metres del límit dels termes comunals de Sant Llorenç de Cerdans, de la comarca del Vallespir, a la Catalunya del Nord. Es troba a la zona nord-oest del terme, a ponent del mas del mateix nom, i al nord del Seguer.